# Tyloptera diacena
Tyloptera diacena là một loài bướm đêm trong họ Geometridae.